# Geórgios Theotókis
 (décembre 2023).
Si vous disposez d'ouvrages ou d'articles de référence ou si vous connaissez des sites web de qualité traitant du thème abordé ici, merci de compléter l'article en donnant les références utiles à sa vérifiabilité et en les liant à la section « Notes et références ».
Pour les articles homonymes, voir Theotokis.
Geórgios Theotókis (en grec : Γεώργιος Θεοτόκης) (1844 à Corfou – 12 janvier 1916) est un homme politique grec qui est quatre fois premier ministre. Il appartient à la famille Théotokis, qui donne de nombreuses personnalités politiques, intellectuelles et militaires à Corfou et à la Grèce, dont son petit-fils le premier ministre Georges Rallis.

## Biographie
Geórgios Theotókis est le troisième enfant de Nicolas-André Theotokis, originaire de Corfou. Après ses études secondaires au lycée, il s'inscrit en droit à l'Académie ionienne et en sort diplômé en 1861. Grâce à une bourse, il poursuit ses études de droit en France, à la Sorbonne.
À son retour sur Corfou, il commence à exercer le métier d'avocat. En 1879, il se présente aux élections municipales, et il est brillamment élu maire de Corfou avec 65 % des suffrages. Il est réélu maire en 1883, mais en 1885 il abandonne ce poste pour être élu député au sein du parti de Charílaos Trikoúpis, à la demande de ce dernier. En mai 1886, Charílaos Trikoúpis lui confie le ministère de la Marine. Sous son ministère, la Grèce passe commande des trois cuirassés Spetsès, Hydra et Psara. La formation des équipages est sensiblement améliorée avec la création de plusieurs Écoles de Marine. Par la suite, Charílaos Trikoúpis confie à Theotókis le ministère de l'Éducation nationale et des Affaires religieuses.
Avec la collaboration du professeur Papamarkos, Geórgios Theotókis prépare et dépose d'excellents projets de loi qui marquent un progrès pour leur époque, et qui ont trait aux différents niveaux d'enseignement. Mais ils ne sont pas adoptés en raison de l'opposition parlementaire conduite par Theódoros Deligiánnis.
De 1899 jusqu'au milieu de 1909, Theotókis devient quatre fois Premier Ministre, son dernier mandat étant le plus long. Au nombre des réussites de son gouvernement, il faut mettre l'organisation et l'équipement de l'infanterie et de la marine ; c'est lui qui décide, en 1908, d'adopter les uniformes militaires couleur kaki ; c'est lui aussi qui renforce le combat en faveur de la Macédoine ; enfin, peu avant les Guerres balkaniques, il met en œuvre une politique étrangère marquée par son sang-froid.

## Jugements de la postérité
Son petit-fils, Georges Rallis, lui impute deux erreurs politiques. La première concerne la guerre gréco-turque de 1897. Theotókis se serait laissé entraîner par le climat va-t'en-guerre qui prévalait à cette époque, et il ne s'est pas opposé à l'envoi de troupes grecques en Crète, ce qui a conduit à la défaite. La seconde erreur a trait au désaccord existant entre le Prince Georges et Elefthérios Venizélos : Theotókis n'est pas intervenu dans leur différend, ce qui a entraîné le schisme national.
Geórgios Theotókis a été un homme politique important, mais sa valeur est sous-estimée dans l'histoire grecque. Après la défaite de 1897, la Grèce fut soumise à un contrôle économique international, ce qui laissait peu de marge de manœuvre à un gouvernement, quel qu'il fût. Theotókis a eu le mérite de déployer de grands efforts malgré l'opposition bruyante de Theódoros Deligiánnis et de Dimitrios Rallis pendant une grande partie de son mandat. Il faut porter au seul crédit de son gouvernement les importantes commandes de matériel militaire et la réorganisation de l'armée et de la gendarmerie. C'est aussi lui qui appliqua avec rigueur le principe selon lequel la formation du gouvernement est confiée au parti qui dispose de la majorité à l'Assemblée.
Après les Guerres balkaniques, les Libéraux ont tenté de présenter la victoire grecque comme la victoire de Venizélos et de son parti. La vérité est que cette victoire est due en grande partie à la préparation et à l'organisation de l'armée voulues par Theotókis. Sans cet effort de modernisation, Venizélos n'aurait pas eu le temps, en à peine deux ans, de préparer l'armée. Cependant, cette victoire est due aussi à la politique étrangère de Venizélos, qui a recherché l'entente avec la Bulgarie ; Theotókis a suivi une politique tout à fait opposée, comme en général tous ceux qui ont participé à la lutte pour la Macédoine, qui ne discutaient pas avec les Bulgares.